# Suramericano de Natación de 2004 - 100 m. Libre Femenino
La prueba de 100 m libre femenino del campeonato sudamericano de natación de 2004 se realizó el 26 de marzo de 2004, el segundo día de competencias del campeonato. Dos nadadoras lograron la marca mínima clasificatoria para los Juegos Olímpicos de Atenas 2004.

## Medallistas
| Evento      | Oro                                | Plata                               | Bronce                           |
| ----------- | ---------------------------------- | ----------------------------------- | -------------------------------- |
| 100 m libre | Rebeca Gusmao · Brasil · 56.69. RC | Flavia Cazziolato · Brasil · 57.41. | Diana López · Venezuela · 58.78. |

RC:Récord de Competición.

## Resultados
| Posición | Carril | Nadador           | Tiempo        |
| -------- | ------ | ----------------- | ------------- |
| 1        | 2      | Rebeca Gusmao     | 56.69. RC MCO |
| 2        | 4      | Flavia Cazziolato | 57.41. MCO    |
| 3        | 5      | Diana López       | 58.78.        |
| 4        | 3      | Cecilia Biagioli  | 58.88.        |
| 5        | 8      | Ximena Mascia     | 59.62.        |
| 5        | 6      | Yamile Bahamonde  | 59.62.        |
| 7        | 1      | Ximena Vilar      | 1:00.14.      |
| 8        | 7      | María Wong        | 1:0.17.       |

MCO: Marca Clasificatoria a Olímpicos.